# 山口県道338号大海秋穂二島線
山口県道338号大海秋穂二島線（やまぐちけんどう338ごう おおみあいおふたじません）は、山口県山口市を通る一般県道である。

## 概要
山口市秋穂東から山口市秋穂二島に至る。もともとは山口県道210号秋穂佐山線だったが、同路線の山口市秋穂二島以西が1976年（昭和51年）に主要地方道に昇格し、山口県道25号防府佐山線（現：山口県道25号宇部防府線）になったことから山口県道210号秋穂佐山線が廃止され、その残部をもって現路線が成立した。
1992年（平成4年）に周防大橋が開通してからは防府方面と宇部方面を短絡する幹線道路として活用されるようになった。路線名称に用いられている大海は山口・防府両市にまたがる大海山（325m）に由来する地名である。同じく路線名称に用いられている秋穂二島は「秋穂」とついてはいるが、一度も吉敷郡秋穂町の一部になったという歴史を持っていない。
起終点で接続する山口県道25号宇部防府線と合わせ南部海岸道路と呼ばれる。

### 路線データ
- 起点：山口市秋穂東（山口県道25号宇部防府線交点）
- 終点：山口市秋穂二島（惣在所交差点、山口県道25号宇部防府線・山口県道61号山口小郡秋穂線交点）

## 歴史
- 1976年（昭和51年）8月27日 - 山口県告示第720号により認定。

## 路線状況

### 通称
- 南部海岸道路

### 道路施設
道の駅
- あいお（山口市）

## 地理

### 通過する自治体
- 山口県
  - 山口市

### 交差する道路
| 交差する道路                                      | 交差する場所               | 交差する場所                        |
| ------------------------------------------------- | -------------------------- | ----------------------------------- |
| 山口県道25号宇部防府線                            | 秋穂東（あいおひがし）     | 起点                                |
| 山口県道194号山口秋穂線                           | 秋穂西（あいおにし）       |                                     |
| 山口県道25号宇部防府線 山口県道61号山口小郡秋穂線 | 秋穂二島（あいおふたじま） | 惣在所（そうざいしょ）交差点 / 終点 |

### 沿線
- 山口市立二島小学校（終点付近）

### 峠
- 大海峠（山口市）